# 扬州工业职业技术学院
扬州工业职业技术学院（英语：YANGZHOU POLYTECHNIC INSTITUTE，缩写：YPI)，简称扬工院，是位于江苏省扬州市的一所公办全日制普通专科学校。位于扬州市华扬西路199号扬子津科教园。学校于2004年7月经江苏省人民政府批准，由原扬州化工学校、扬州建筑工程学校等合并组建而成。原扬州化工学校始建于1978年，隶属于江苏省石油化学工业厅；原扬州建筑工程学校始建于1981年，隶属于中国核工业总公司，两校于1999年划归江苏省教育厅直管。

## 校训
厚德强能 笃学创新
- 厚德，心胸宽广不以个人得失为主，重公轻私，谓之厚德。

- 笃学，提倡实际行动，尊崇实践，强调运用知识服务社会。是为学之道、为事之道与为人之道的有机结合。

- 创新，创新是一个民族进步的灵魂，是一个国家兴旺发达的不竭动力，也是大学发展与进步的永恒主题。只有坚持创新，才能永葆生机与活力。

## 历史
- 1978年，建立扬州化工学校，隶属于江苏省石油化学工业厅[2]。
- 1981年，建立扬州建筑工程学校，隶属于中国核工业总公司。
- 1992个通过办学水平评估（省部级重点），1999年划转到省教育厅，是省教育厅直管中专校；
- 2003年经江苏省教育厅批准，由扬州化工学校、扬州建筑工程学校合并筹建扬州工业职业技术学院；
- 2004年7月，江苏省政府发布《省政府关于建立无锡城市职业技术学院等8所高等职业学校的通知》[3]：扬州化工学校与扬州建筑工程学校合并，组建扬州工业职业技术学院，同时撤销扬州化工学校、扬州建筑工程学校建制。
- 截至2022年1月，学院占地总面积1027亩、建筑面积40万平方米；学校拥有十三个院系，47个专业；建有219个实验实训室，231个校外实训基地；目前学校全日制在校生共计15000余人，其中与本科高校联合招收培养本科生558人，外国留学生370余人。学校现有教职员工800余人，其中专任教师560余人，专任教师中具有高级职称教师占31%，具有硕士及以上学位教师占比达88.4%，具有博士学位教师126人（含在读）。

## 教学建设
截至2022年1月，学校现有国家级生产性实训基地3个，中央财政支持的实训基地2个（石油化工生产技术实训基地、自动化综合控制实训基地），省级实训基地（平台）5个，省级人才培养模式创新实验基地1个（高职院“专业导师制1+1+1”人才培养模式创新实验基地），国家级协同创新中心1个，省级工程研发中心4个。省高校示范马克思主义学院培育点1个；有国家级骨干专业6个、央财支持建设专业 2个（石油化工生产技术、钻井技术），省级重点建设专业（群）3个（石油化工生产技术、电气自动化技术、建筑工程技术）、省级特色专业4个（工业分析与检验、应用化工技术、建筑装饰工程技术、电子信息工程技术），省品牌（骨干）专业5个，建有国家级、省级精品在线开放课程21门。

## 现任领导
- 党委书记：刘金存
- 党委副书记、院长：陈洪
- 党委副书记：倪永宏
- 副院长：丁传安
- 副院长：傅伟
- 副院长：孙兵
- 纪委书记：郭荣中